# أسناني احتكاكي مجهور
أسناني احتكاكي مجهور (بالإنجليزية: Voiced dental fricative)، صامت أسناني احتكاكي مجهور مستخدم في أغلب اللغات المحكيّة، يرمز له بالأبجديّة الصوتيّة الدوليّة بالرمز (ð)، وبأبجدية مناهج تقييم الكلام الصوتية الموسعة بالرمز (D)، في الأبجدية العربية يقابله الحرف (ذ) وفي الأبجدية اللاتينية يقابله الحرفين (th).

## ملامح الصوت
الملامح المميزة للصامت الأسنانس الاحتكاكي المجهور:
1. مخرج الصوت احتكاكي، وهذا يعني أنّ الصوت ينطق بواسطة دفع الهواء عبر ممر ضيق في موضع النطق.
2. صفة الصوت أسنانيّة، وهذا يعني أنّ الصوت ينطق بواسطة ملامسة نصل اللسان لسطح الداخلي للأسنان.
3. الصفة اللفظية مجهور، وهذا يعني أنّ الحبال الصوتيّة تهتز أثناء نطق الصوت.
4. صامت شفتاني، وهذا يعني أن الهواء يخرج من خلال الفم فقط.
5. صامت مركزي، وهذا يعني أن الصوت ينتج عن طريق تمرير الهواء على طول اللسان ووسطه، وليس من الجوانب.
6. تقنية تدفق الهواء رئويّة، وهذا يعني أنّ الصوت ينطق الحرف عن طريق دفع الهواء بواسطة الرئتين والحجاب الحاجز فقط، كمعظم الأصوات تقريباً.

## ظهور الصوت
| اللغة     | اللغة     | الكلمة | أصد       | المعنى  | ملاحظات          |
| --------- | --------- | ------ | --------- | ------- | ---------------- |
| ألبانية   | ألبانية   | idhull | [iðuɫ]    | 'معبود' |                  |
| عربية     | فصحى      | ذهب    | [ˈðahab]  | 'ذهبْ'   | انظر صواتة عربية |
| باشقيرية  | باشقيرية  | ҡыҙ    | [qɯð́]     | 'فتاة'  |                  |
| باسكية    | باسكية    | adar   | [aðar]    | 'قرن'   |                  |
| كتلانية   | كتلانية   | fada   | [ˈfaðə]   | 'جنية'  |                  |
| دنماركية  | دنماركية  | hvid   | [ˈʋið̞ˀ]   | 'أبيض'  |                  |
| إنجليزية  | إنجليزية  | this   | [ðɪs]     | 'هذه'   |                  |
| اليونانية | اليونانية | dáfni  | [ˈðafni]  | 'غار'   |                  |
| آيسلندية  | آيسلندية  | bróðir | [proːðir] | 'أخ'    |                  |
| سواحيلية  | سواحيلية  | dhambi | [ðɑmbi]   | 'إثم'   |                  |
| سريانية   | آرامية    | ܐܚܕ    | [aħːeð]   | 'أخذ'   |                  |